# Омельченко, Елена Леонидовна
Еле́на Леони́довна Оме́льченко (род. 9 октября 1957, Челябинск, СССР) — советский и российский социолог, ведущий российский специалист в области социологии молодёжи. Кандидат философских наук (1982), доктор социологических наук (2005), профессор и заведующая кафедрой социологии Санкт-Петербургского филиала НИУ ВШЭ, директор Центра молодёжных исследований Санкт-Петербургского филиала НИУ ВШЭ, директор научно-исследовательского центра «Регион» при Ульяновском государственном университете, заведующая кафедрой рекламы УлГУ.
Признана одним из 30 самых влиятельных российских экономистов и социологов 2000—2010 гг «за исследования молодёжных субкультур, объясняющие многие феномены постсоветского общества».

## Биография
Родилась 9 октября 1957 года в Челябинске.
В 1979 году закончила философский факультет МГУ имени М. В. Ломоносова.
В 1982 году окончила аспирантуру философского факультета МГУ и защитила диссертацию на соискание учёной степени кандидата философских наук по теме «Проблема формирования эстетических отношений в развитом социалистическом обществе» (специальность 09.00.09 — прикладная социология).
В 1984—1989 годах — преподаватель философии в Ульяновском государственном педагогическом институте имени И. Н. Ульянова.
В 1989—1994 годах — заведующая кафедрой социологии Ульяновского филиала МГУ имени М. В. Ломоносова.
В 1995 году организовала при Ульяновском государственном университете научно-исследовательский центр «Регион», занимающийся социальными исследованиями молодёжи.
В 2005 году окончила социологический факультет МГУ имени М. В. Ломоносова по специальности «социология».
В 2005 году в Институте социологии РАН защитила диссертацию на соискание учёной степени доктора социологических наук по теме «Идентичности и культурные практики российской молодёжи на грани XX—XXI вв.» (специальность 22.00.06 – социология культуры и духовной жизни). Научный консультант — доктор философский наук, профессор В. А. Ядов. Официальные оппоненты — доктор философских наук, профессор И. С. Кон, доктор социологических наук, профессор Е. Р. Ярская-Смирнова, доктор социологических наук, профессор Т. Э. Петрова. Ведущая организация — Нижегородский государственный университет имени Н. И. Лобачевского (кафедра социологии и социальной работы).
Осуществила руководство более чем 80 исследовательскими социологическими проектами, в том числе международными.
Область научных интересов: новые и новейшие формы молодёжных солидарностей на постсоветском пространстве, повседневные практики, культурные и стилевые жизненные стратегии молодёжи, гендерные режимы и телесность на молодёжных культурных сценах современности.

## Научные труды
Елена Омельченко — автор более 100 научных статей и монографий (в том числе, на английском языке), посвящённых актуальным вопросам социологии молодёжи: от истории «молодёжного вопроса» до проблем употребления молодыми людьми психоактивных веществ.
Научные интересы:
Молодёжная культура и субкультура; Гендерные аспекты современных молодёжных культурных практик, гендер и сексуальность; Социологическая теория и методология социологических исследований; Профессиональная этика социолога; Метод глубинного интервью; Молодежь России в трансформирующемся обществе
Участие в научных событиях (за последние 8 лет):
2017
Международная конференция ЦНСИ «По ту сторону…» (Санкт-Петербург). Доклад: «Суб/культурный пере-дел: защита и/ли нападение?»
XI Всероссийская конференция памяти Ю. Левады (Москва). Доклад: Сессия 1. Секция "Мягкие" методы в изучении гендера и телесности
13th Conference of the European Sociological Association (Un)Making Europe: Capitalism, Solidarities, Subjectivities (Афины). Доклад: Youth subcultures in Russia: 25 years between underground and pop-cultures
«Тревожное общество: о чём (не) говорит социология» (Санкт-Петербург). Доклад: Молодёжные субкультуры России: 25 лет между андеграундом и попсой
Городские молодёжные культуры: солидарности, креативность, активизм (Санкт-Петербург). Доклад: Региональные различия городских молодёжных культурных сцен в России
2016
Конференция в ННГУ им. Лобачевского «Социально-политическое измерение социальных наук о жизни: вопросы теории и исследовательских практик» (Нижний Новгород). Доклад: Молодёжные солидарности в современной России: история, практики, актуальные тренды
Международная конференция "Молодёжь Центральной Азии" (Алматы). Доклад: Особенности исследовательских практик в изучении молодежи. Обзор опыта Центра молодёжных исследований (НИУ ВШЭ)
XVII Апрельская МНК по проблемам развития экономики и общества (НИУ ВШЭ) (Москва). Доклад: Молодёжные культуры в современной России: память, политика, солидарности
Growing Up and Global Austerity: comparing youth opportunities, aspirations and civic values around the world (Лондон). Доклад: Right and wrongcitizens: The reconfiguration of citizenship as patriotic duty in contemporary Russia
ISTR's 12th International Conference College "The Third Sector in Transition: Accountability, Transparency, and Social Inclusion" (Стокгольм). Доклад: Who is real citizen?’: political mobilization, moral regulation and youth activities in contemporary Russia
16-й ежегодная конференция в Университете Хельсинки "Жизнь и смерть в России" (Хельсинки). Доклад: Urban Youth Cultural Scenes in Russia: Regional Differences
Promoting Youth Involvement and Social Engagement: Opportunities and challenges for ‘conflicted’ young people across Europe, Kick-off Meeting (Манчестер). Доклад: Young people as agents of social change: efficacy and capacity in driving social change
LLAKES Research Conference « University of Manchester Right and wrong citizens: The reconfiguration of citizenship as patriotic duty in contemporary Russia» (Лондон). Доклад: “Growing Up and Global Austerity: comparing youth opportunities, aspirations and civic values around the world”
2015
Доклад «Hard and Soft Forms of Social Control of Youth: : Russia and the UK compared», MYPLACE project final conference, г. Дубровник, Хорватия
Доклад «Russian young people narratives on the historical past in the intergenerational perspective», Journal of Youth Studies Conference, г.Копенгаген, Дания
Доклад в соавторстве «Потребляю – следовательно, существую?»: установки и практики потребления городской молодежью разных сфер занятости, Международная конференция "Пересматривая профессионализм: вызовы и реформы социального государства", г. Москва
Доклад «The Prison and the Women: Russian Case», Seventh CRCEES Annual Research Forum, г. Глазго, Великобритания
2014
Доклад «Risks and Pleasures on Scenes of Youth Activism in Russia», RESEARCH SEMINAR SERIES Department of Sociology, The University of Warwick, Coventry, Great Britain
Доклад: «Солидарности и культурные практики российской молодежи начала 21 века: теоретический контекст и эмпирические находки», XV Апрельская международная научная конференция по проблемам развития экономики и общества. НИУ ВШЭ, г. Москва
Доклад «Сравнительные молодежные исследования в европейской перспективе». Всероссийская научно-практическая конференция «Современный социум и современная молодежь: актуальные вопросы», Пермский государственный национальный исследовательский университет, г.Пермь
Доклад «Возможности и ограничения междисциплинарных исследований в отношении молодежи на пространстве бывшего СССР», ASEEES-CESS Joint Regional Conference at Nazarbayev University, Astana, Kazakhstan
Доклад в соавторстве «Молодёжные культуры, гражданский активизм и историческая память». Семинар «Историческая память и поколения России», Центр молодёжных исследований НИУ ВШЭ-СПб, Санкт-Петербург.
2013
Участие в дискуссии «Класс, гендер, политика: Россия после Pussy Riot», ЦНСИ, г. Санкт-Петербург Доклад: «Love and care "in absentia": female networks for support of prisoners. Russian case», международный форум «Sixth CRCEES Annual Research Forum & Fifth Assessing Accession Research Symposium», Glasgow
Доклад «Risks and pleasures on scenes of youth activism in Russia», конференция Европейской Социологической Ассоциации «Crisis, Critique and Change», г. Турин, Италия
Доклад «Солидарности и культурные практики российской молодежи начала XXI века: теоретический контекст и эмпирические находки», II-ой Конгресс Социологической ассоциации Украины «Социология и общество: взаимодействие в условиях кризиса», г. Харьков, Украина
Доклад «Вместе с другими женщинами: тюремные истории близости и эксплуатации», Вторая международная конференция «На перепутье: методология, теория и практика ЛГБТ и квир-исследований», г. Санкт-Петербург
Доклад «Миф о поколенческих страхах (X, Y, Z)», IX Конференция по HR-брендингу «Разбиваем стереотипы или Мифы и страхи HR», г. Санкт-Петербург
Доклад «Начало молодежной эры или смерть молодежной культуры?», третий международный конгресс «Современная молодежь в современной библиотеке», г. Москва.
Пленарный доклад: «Молодежные исследования в России: между локальным и глобальным», международная молодёжная конференция «Challenge Youth Studies from
Inside» / «Испытывая Молодежные Исследования Изнутри», г. Санкт-Петербург
2012
Совместно с Н.В. Гончаровой доклад «Неформальное и дополнительное образование школьников: опыт анализа в перспективе молодежных исследований», на заседании Института развития образования в НИУ ВШЭ, (Москва, РФ).
Доклад «Трудное поле: кто кого проверяет? Случай исследования агрессивной компании», «Современная социология - современной России» (Конференция памяти А.О.
Крыштановского), НИУ ВШЭ, (Москва, РФ).
Доклад «Молодежный вопрос: смена оптики. От субкультур – к солидарностям», конференция «Социология в действии», факультета социологии НИУ ВШЭ (СПб, РФ).
Доклад «Молодежные солидарности в глобальной и локальной перспективах» на международной конференции «Революции и протестные движения: история и современность», факультет свободных наук и искусств СПБГУ. (СПб, РФ).
Доклад: «Молодежные исследования в сравнительной перспективе». Семинар "Crossing borders in sociology", Санкт-Петербург.
Доклад ―Youth Solidarities in Local and Global Perspectives‖, Fifth CRCEES Research Forum, Glasgow
Доклад совместно с Гончаровой Н. В. ― ‗Coming Back....‘ Adaptation and Network Solidarities of Female ex -Prisoners in Russia ‖, Fifth CRCEES Research Forum. (Glasgow, UK).
Доклад "Cultural and political identities of youth in Russia as subject of a state policy" ("Культурные и политические идентичности молодежи в России как предмет государственной политики"). Конференция исследовательской сети "Молодежь и поколение" "Youth in crises? Linking research, policy and practice", (Barcelona, Spain).
Доклад: Секс, любовь, политика: коллективное и индивидуальное тело современной молодежи. Конференция «Телесные режимы молодежи в повседневной жизни», (Центр молодёжных исследований НИУ ВШЭ, Санкт-Петербург).
Доклад: «Акционизм с не/женским лицом: случай Pussy Riot». Регулярный семинар по правам человека на факультете свободных наук и искусств СПБГУ. (СПбГУ, Санкт-
Петербург).
Доклад: «Культурные молодежные сцены и практики в городском пространстве: риски и удовольствия». (Москва). Семинар «Граффити и стрит-арт в культурном пространстве мегаполиса», Институт гуманитарных историко-теоретических исследований им. А. В. Полетаева НИУ ВШЭ.
2011
Доклад «Russian youth: social research and social policy» на международном семинаре Meeting of Pool of European Youth Researchers (PEYR). (Брюссель, Бельгия)
Доклад «Молодежь «нулевых»: почему стоит помнить это десятилетие?», на международной конференции «Социальная политика в контексте трансформаций
российского общества: реформы и повседневность» (Москва, НИУ ВШЭ; РФ)
Доклад в соавторстве с Сабировой Г.А. «Свои» и «чужие» в городе: в поисках молодёжных солидарностей» на публичном семинаре НИУ ВШЭ, СПб
Доклад «Меняющаяся молодежь в меняющемся мире», на XII Международной научной конференция по проблемам развития экономики и общества (НИУ ВШЭ, Москва, РФ)
Доклад «Generation R? Some thoughts on perspectives of conceptualization» CRCEES IV Annual Research Forum (2011), (Глазго, Великобритания)
Доклад «Children from Migrant Families in Russian Schools: Mutual Adaptation?» на международная конференция Annual CEELBAS conference ‗Research without Frontiers: inter-university cooperation in East European area studies‘. (Лондон, Великобритания)
Доклад «Жесткая маскулинность? Гомофобия плюс гомоэротика в гомосоциальных сообществах» на семинаре «Гендерные политики в России в 21 веке: молодежь и
телесность» (Сортавала, РФ)
Доклад «Rethinking 'subcultural' lives: Journeys through skinhead» на международном научом семинаре «Radical Youth, between ideology, expressivity and violence.
ComparisonsandRussianexperience» (Париж, Франция)
Доклад «Some thoughts on dynamics within youth solidarities and generational shifts Russia and Europe» Youth studies in Russia and Europe. (Хельсинки, Финляндия).
Доклад «Современные молодежные культуры: глобальные культурные тренды и локальные идентичности» на семинаре "Японское культурное влияние и молодежные
солидарности на постсоветском пространстве"(СПб, РФ).
2010
Доклад «От пофигистов до прагматиков: поколения молодежной солидарности постперестроечной России», на «Пути России: «Будущее как культура: прогнозы, репрезентации, сценарии»», (Москва, Российская Федерация)
«Постсоветская молодежь в лабиринте "нового" патриотизма и ксенофобных настроений» на Интернет-конференции «Дети и семья в России», (Российская Федерация Москва Всероссийские конференции)
Доклад «Вперед к солидарностям и назад к субкультурам» на международной конференции «Молодежные солидарности 21 века: старые имена - новые стили/пространства/практики», (г.Ульяновск, Российская Федерация)
Доклад «Generation R? Some thoughts on perspectives of conceptualization‘ Youth, Economy and Society» на ESA Youth and Generation Network Midterm Conference (Манчестер, Соединённое Королевство Великобритании и Северной Ирландии)
Доклад «Учебная и социально-психологическая адаптация детей мигрантов в школах РФ: опыт межрегионального исследования» на международной конференции «Толерантность и духовность в российском обществе: возможности системообразования», (Москва, Российская Федерация)
Доклад «Новые молодёжные солидарности 21 века», Встреча партнёров Г.Белля «Гражданское общество России 21 века», (Москва, Российская Федерация) «Молодежные культуры и мировой финансовый кризис: новые ограничения — новые возможности — новые практики» на Публичном лектории «Контекст», (Санкт-Петербург, Российская Федерация)
2009
Совместно с Pilkington Hilary доклад 'A New Russian Patriotism? Russian National Identity through the Eyes of Young People' на National Identity in Russia from 1961 : Traditions & Deterritorialisation, (New College, University of Oxford, Соединённое Королевство Великобритании и Северной Ирландии)
Доклад "Youth antifascist identities: vectors of (sub)culture mobility" на «Youth and social change across borders: emerging identities and divisions in Eastern and Western Europe»
CEELBAS, ( St Antony`s College, Oxford, Соединённое Королевство Великобритании и Северной Ирландии)
«Gender relationships in Women‘s Prisons», 3rd Annual CRCEES Research Forum, Gilmorehill Centre, University of Glasgow, Соединённое Королевство Великобритании и Северной Ирландии Глазгоу
Основные публикации (за последние 8 лет):
1.                 Omelchenko E. L., Nartova N., Krupets Y. Escaping Youth: Construction of Age by Two Cohorts of Chronologically Young Russian Women// Young. 2018. Vol. 26. No. 1. P. 34-50.
2.                 Omelchenko E. L., Поляков С. И. Everyday Consumption of Russian Youth in Small Towns and Villages // Sociologia Ruralis. 2018.
3.                 Omelchenko E. L., Pilkington H., Perasović B.‘One Big Family’: Emotion, Affect and Solidarity in Young People’s Activism in Radical Right and Patriotic Movements, in: Understanding Youth Participation Across Europe. L. : Palgrave Macmillan, 2018. P. 123-152.
4.                 Krupets Y., Morris J., Nartova Nadya, Omelchenko Elena, Sabirova G. Imagining young adults’ citizenship in Russia: from fatalism to affective ideas of belonging* // Journal of Youth Studies. 2017. Vol. 20. No. 2. P. 252-267.
5.                 Омельченко Е. Л., Сабирова Г. А. К вопросу о молодёжных культурах в современной России // В кн.: XVII Апрельская международная научная конференция по проблемам развития экономики и общества: в 4 кн. / Отв. ред.: Е. Г. Ясин. Кн. 4. М. : Издательский дом НИУ ВШЭ, 2017. С. 183-191.
6.                 Омельченко Е. Л., Поляков С. И. Концепт культурной сцены как теоретическая перспектива и инструмент анализа городских молодёжных сообществ // Социологическое обозрение. 2017. Т. 16. № 2. С. 111-132.
7.                 Андреева Ю. В., Омельченко Е. Л. Что остаётся в семейной истории: память о советском сквозь разговор трёх поколений // СоцИс. 2017. № 11. С. 147-156.
8.                 Omelchenko E. L. Gender, Sexuality, and Intimacy in a Women’s Penal Colony in Russia // Russian Sociological Review. 2016. Vol. 15. No. 4. P. 76-95.
9.                 Omelchenko E. L., Andreeva J. V., Arif E., Svyatoslav Polyakov. Where Do Time and All the Money Go? Consumer Strategies of Two Urban Youth Generations Employed in Different Fields // Economics and Sociology. 2016. Vol. 9. No. 4. P. 11-25.
10.             Omelchenko E. L., Sabirova G. Youth cultures in contemporary Russia: memory, politics, solidarities, in: Eastern European Youth Cultures in a Global Context. L. : Palgrave Macmillan, 2016. P. 253-270.
11.             Омельченко Е. Л. Красные и черные: гендерное измерение структур различия и исключения в мужских колониях // Журнал социологии и социальной антропологии. 2016. Т. XIX. № 2. С. 142-159.
12.             Omelchenko E. L. “Distant” wives and prisoners in Russia: care in the careless state // Community development journal. 2016. Vol. 51 . No. 4. P. 465-481.
13.             Omelchenko E. L. Between Us Girls: On Girls‘ Interpretations of Sexuality // Girlhood Studies: An Interdisciplinary Journal. 2015. Vol. 8. No. 1. P. 110-125.
14.             Omelchenko E. L., Krupets Y., Zhelnina A. A. Citizenship of Russian Youth: The Search for an Effective Methodology, in: ―In Search of …‖ / New Methodological Approaches to Youth Research. Cambridge : Cambridge Scholar Publishing, 2015. P. 295-317.
15.              Омельченко Е. Л. Любовь и забота "заочно": молодые женщины в сетях поддержки заключённых // Журнал исследований социальной политики. 2015. Т. Том 13. . № № 2. С. 225-240.
16.             Крупец Я. Н., Нартова Н. А., Омельченко Е. Л., Сабирова Г. А. Молодежь Санкт-Петербурга и Ульяновска: за пределами единой гражданской идентичности // В кн.: XV апрельская международная научная конференция по проблемам развития экономики и общества: в 4-х книгах / Отв. ред.: Е. Г. Ясин. Кн. 4. М. : Издательский дом НИУ ВШЭ, 2015. С. 479-487.
17.             Омельченко Е. Л., Гончарова Н. В., Сабирова Г. А., Нартова Н. А., Кац Е., Пэллот Дж. Около тюрьмы: женские сети поддержки заключённых / Рук.: Е. Л. Омельченко; под общ. ред.: Е. Л. Омельченко, Дж. Пэллот; науч. ред.: Е. Л. Омельченко. СПб.: Алетейя, 2015.
18.             Омельченко Е. Л. Риски и удовольствия на сценах молодёжного активизма современной России // В кн.: Пути России. Альтернативы общественного развития. 2.0. Сборник статей / Под общ. ред.: М. Г. Пугачева, А. Ф. Филиппов. Т. ХХ. М.: Новое литературное обозрение, 2015. С. 25-47.
19.             Omelchenko E. L., Zhelnina A. A. Risks and Pleasures in the Youth Activist Scenes in Contemporary Russia / Hopeless Youth! Tartu: Estonian National Museum, 2014. Ch. 1. P. 119-140.
20.             Омельченко Е.Л. Скинхед-идентичность в локальном контексте: гомосоциальность, интимность и тело бойца // Этнографическое обозрение, 2014, № 1. С. 61-76.
21.             Омельченко Е.Л. От субкультур – к солидарностям и назад к субкультурам? Споры о терминах и этнография молодёжной социальности // Этнографическое обозрение, 2014, № 1. С. 3-8.
22.             Омельченко Е.Л. Солидарности и культурные практики российской молодежи начала XXI века: теоретический контекст // Социс, 2013. № 10. С. 52-61
23.             Омельченко Е.Л. Молодёжный вопрос: поворот к исследованию новых молодёжных солидарностей (вступительное слово) // Социс, 2013. № 10. С. 51-52
24.             Omelchenko E.L., Pilkington H. Regrounding Youth Cultural Theory (in Post-Socialist Youth Cultural Practice) // Sociology Compass, 2013. Т. 7. № 3. C. 208—224.
25.             Омельченко Е. Л. Молодёжное тело в сексуально-гендерном измерении: зоны молчания vs откровения // В кн.: PRO тело. Молодёжный контекст / Под общ. ред.: Е. Л. Омельченко, Н. А. Нартова. СПб. : Алетейя, 2013. С. 115-150.
26.             Литвина Д.А., Омельченко Е. Л. Риторика и повседневность информального образования анархистов (русский). // Вопросы образования, 2013. № 2. C. 133—153
27.             Омельченко Е. Л., Нартова Н. А. Введение // В кн.: PRO тело. Молодёжный контекст / Под общ. ред.: Е. Л. Омельченко,Н. А. Нартова. СПб. : Алетейя, 2013. С. 6-14
28.             Омельченко Е.Л. К вопросу об эмоциональной работе в поле // Современная социология — современной России: Сборник статей памяти первого декана факультета социологии НИУ ВШЭ А. О. Крыштановского *Электронный ресурс+ / НИУ ВШЭ; РОС; СоПСо. — М.: НИУ ВШЭ, 2012. С. 304-319.
29.             Омельченко Е.Л. С чего начинается Родина: молодежь в лабиринтах патриотизма.// Науч. ред.: Омельченко Е.Л., Пилкингтон Х. У.: Ульяновский государственный университет, 2012. 320 С.
30.             Омельченко Е.Л., Пилкингтон Х. Любить, гордиться, уезжать? Российская молодежь в патриотическом лабиринте // С чего начинается Родина: молодежь в лабиринтах патриотизма // Науч. ред.: Омельченко Е.Л., Пилкингтон Х. У.: Ульяновский государственный университет, 2012. С. 5-31.
31.             Omelchenko, Elena L.. Russian Youth from the 1990s until 2010: Generational Changes // Generation X goes global: mapping youth culture in motion. New York: Routledge, 2012. C. 248—268.
32.             Омельченко Е.Л. Гендерное измерение женского заключения: любовь, торговля, эксплуатация/ До и после тюрьмы. Женские истории, под ред. Омельченко Е.Л. СПб.: Алетейя, 2012. С. 105—140.
33.             Омельченко Е.Л. Как научить любить Родину? Дискурсивные практики патриотического воспитания молодежи (русский). // С чего начинается Родина: молодежь в лабиринтах патриотизма // Науч. ред.: Омельченко Е.Л., Пилкингтон Х. У.: Ульяновский государственный университет, 2012. C. 263—310
34.             Омельченко Е.Л., Сабирова Г.А., Пэллот Д., Гончарова Н.В., Нартова Н.А., До и после тюрьмы. Женские истории / Науч. ред.: Омельченко Е.Л., Санкт-Петербург: Алетейя, 2012. 276 с.
35.             Омельченко Е.Л., Субкультуры, поколения, солидарности? К вопросу концептуализации новых форм коммуникации в молодёжной среде / XII Международная научная конференция по проблемам развития экономики и общества. В 4 книгах. Книга 3, 2012. C. 478—488.
36.             Омельченко Е.Л., Сабирова Г.А Возвращение? (Пост)пенитенциарный опыт молодых женщин (русский). // Журнал исследований социальной политики, 2012. № 4. C. 485—504
37.             Омельченко Е.Л. "Новый" российский патриотизм как поле символической борьбы: антифа и фа // Пути России. Будущее как культура: прогнозы, репрезентации, сценарии, 2011. № Т XVII. C. 152—170.
38.             Омельченко Е.Л. «Молодежный вызов» // «Полит.ру» - информационно-политический канал., 2011.
39.             Омельченко Е.Л. Новые молодёжные движения и солидарности России / Под ред. Омельченко Е.Л., Сабировой Г.А // Ред.: Омельченко Е.Л. Ульяновск: Издательство Ульяновского государственного университета, 2011. 216 с.
40.             Омельченко Е.Л. От сытых нулевых – к молчаливым десятым: поколенческие уроки российской молодежи начала XXI века // Социологический ежегодник: Сб. науч. тр. / ИНИОН РАН; ГУ–ВШЭ, 2011. № 25. C. 24—46.
41.             Омельченко Е.Л. Почему важно изучать молодежь? // интернет-портал «ПРАВО ЧЕ», 2011.
42.             Omel‘chenko, E., Pilkington, H. and Garifzianova, A. (eds.) Russia‘s Skinheads: Exploring and Rethinking Subcultural Lives, London and New York: Routledge, 2010. 285 р.
43.             Омельченко Е.Л. АНТИФА против ФА. Молодежь по разные стороны баррикад, или размышления о «новых» версиях патриотизма // электронная публикация, 2010.
44.             Омельченко Е.Л. О гендерных отношениях в молодёжной среде // электронная публикация, 2010. C. 4.
45.             Перемена мест: попутная социология / Под ред. Е. Омельченко, Г. Сабировой. Ульяновск: Издательство Ульяновского государственного университета, 2010. 244 с.
46.             Омельченко Е.Л. От «продвинутых» до гопников: увлечения современной молодежи // электронный журнал "Культурный герой", 2009. C. 1—2.
47.             Омельченко Е.Л. «Про эмо, готов и нравственность» // портал "polit.ru", 2009.
48.             Омельченко Е.Л. «Спрашивать других и не отвечать самим? Эмоциональная работа в «ксенофобном» поле: информанты, коллеги, аудитории» // сб. статей: Неокончательный анализ… ксенофобные настроения в молодёжной среде/ Под ред. Е.Омельченко, Е.Лукьяновой - Ульяновск: Издательство Ульяновского государственного университета, 2009. C. 237—245.
49.             Омельченко Е.Л. Уроки вне расписания / Vivat, Ядов! К 80-летнему юбилею: сборник / Предисл. М.К. Горшкова. М.: Новый хронограф, 2009. - 616 с.: ил. + 16 вкл, 2009. C. 516-522
50. Омельченко Е. Л. Культурная география мужских тел: современный путеводитель, В сб. В Тени тела. — Ульяновск, Изд-во Ульяновского государственного университета, 2008
51. Omelchenko E. (with Goncharova N.) Xenophobic Attitudes in the New Russian Patriotism: A Case Stady of Youth in Krasnodar Territory // ‘Ethnopolitics’, 2008.
52. Омельченко Е. Л. Поп-культурная революция или перестроечный ремейк? Современный контекст молодёжного вопроса Архивная копия от 5 марта 2016 на Wayback Machine // «Неприкосновенный запас», № 1(45), 2006
53. Омельченко Е. Л. Стили жизни российской молодёжи: Из ХХ в XXI век // «Народное образование», № 5(1358), 2006.
54. Омельченко Е. Л. Молодёжный вопрос в пространстве современности Архивная копия от 30 марта 2017 на Wayback Machine // Журнал исследований социальной политики, № 2, Т. 4, 2006, стр. 149—150.
55. Омельченко Е. Л. Жизнь длиною в молодость: символическое измерение молодёжного пространства. В сб. Меняющаяся молодёжь в меняющемся мире: невидимая повседневность — Ульяновск: изд-во Ульяновского государственного университета, 2006, 118—130
56. Омельченко Е. Л. Смерть молодёжной культуры и рождение стиля молодёжный. // Отечественные записки, сентябрь 2006
57. Omelchenko E. A new dimension of youth’s cultural in Russia / Youth’s cultural in Russia. Germany: Burchouse, 2006
58. Omelchenko E. You can talk the way you can // Post communist study, Mach 2006.
59. Омельченко Е. Л. Карнегианцы, геймеры и другие // «Пчела», № 47, март-май 2005.
60. Омельченко Е. Л. Культурные молодёжные сцены России: Между активностью и пассивностью Архивная копия от 14 февраля 2007 на Wayback Machine // Правозащитное движение в России: Коллективный портрет: Сборник. — М.: ОГИ, 2004, стр. 107—117.
61. Омельченко Е. Л. Размытое начало: Гомодебют в контексте сексуального сценария Архивная копия от 6 июня 2017 на Wayback Machine // «ИНТЕРакция. ИНТЕРвью. ИНТЕРпретация», № 2-3, 2004.
62. Омельченко Е. Л. Такие похожие, такие разные: стилевые профили и гендерные различия трудовых стратегий молодых специалистов на рынке труда. // Сб. Гендерные отношения в современной России: исследования 1990-х годов: Сборник научных статей / Под ред. Л. Н. Попковой, И. Н. Тартаковской. Самара: Изд-во «Самарский университет», 2003
63. Омельченко Е. Л. Стилевые профили трудовых стратегий молодых специалистов и специалисток в фокусе гендерных различий Архивная копия от 24 августа 2020 на Wayback Machine // «Социологические исследования», № 12, 2002.
64. Омельченко Е. Л. «Жертвы» и/или «насильники». Феномены подростковой сексуальности в фокусе западных теоретических дискурсов. В сб. Другое поле. Социологические практики. Ульяновск: Издательство Государственного научного учреждения «Средневолжский научный центр», 2000.
65. Omelchenko, E. «Me body, me friend?» Provincial youth between the sexual and the gender revolutions. In Sarah Ashwin (ed).Gender, State and Society in Soviet and Post-Soviet Russia, Routledge, London, 2000.
66. Омельченко Е. Л. От секса к гендеру? Анализ дискурсов сексуальности в российских молодёжных журналах. // Сб. Женщина не существует: современные исследования полового различия / Под ред. И. Аристарховой. Сыктывкар. Изд-во Сыктывкарского университета, 1999.
67. Омельченко Е. Л. Социокультурные аспекты подростковой девиантности. К вопросу о конструировании отношения к наркотикам в молодёжной прессе) // Сб. Преступность как угроза национальной безопасности. Под ред. А. И. Чучаева. Ульяновск, Изд-во УлГУ, 1998
68. Омельченко Е. Л., Пилкингтон Х. Зачем мне врать? Опыт применения глубинного интервью Архивная копия от 5 марта 2016 на Wayback Machine // «Рубеж (альманах социальных исследований)», № 10-11, март 1997, стр. 190—209.
69. Омельченко Е. Л. Что они здесь потеряли? Путешествие в детство или поездка за экзотикой // Сб. Провинциальная ментальность. Самара 1997.
70. Omelchenko, E. and Pilkington, H. ‘Stabilization or stagnation? A regional perspective of the impact of the December 1993 elections on the political process in Russia’ in P.Lentini (ed.) Elections and Political Order in Russia, CEU Press, Prague, 1995.

### Монографии
на русском языке
- Омельченко Е. Л. Синдром провинциализма. Самара, 1994.
- Омельченко Е. Л. Молодёжь. Открытый вопрос. Ульяновск: Симбирская книга, 2004.

на других языках
- Omel’chenko, E., Pilkington, H., Garifzianova, A. Russia’s Skinheads: Exploring and Rethinking Subcultural Lives. London and New York: Routledge, 2010